# Glypta parallela
Glypta parallela là một loài tò vò trong họ Ichneumonidae.